# レフ・ロシャリ
レフ・ボリソヴィチ・ロシャリ（ロシア語: Лев Борисович Рошаль、1896年 - 1940年1月28日）は、ソビエト連邦の官僚・政治家。

## 生涯
1896年、ロシア帝国モギリョフ県ロガチョフに生まれたユダヤ人。1915年から校正者として働くとともにロシア社会民主労働党メンバーとなり、十月革命からボリシェヴィキとなる。同年から翌1918年まで党モギリョフ県ロガチョフ郡委員会書記・副議長・議長および同県オルシャ郡 (ru) 委副議長・議長、ロガチョフ市革命委書記・執行委議長を歴任。1918年から1920年までは赤軍南部戦線 (ru) 第101歩兵連隊政治部および第13軍 (ru) 歩兵連隊、東部戦線 (ru) 飛行隊の軍事委員を務める。1920年には白ロシア共産党ゴメリ県委書記、同県労農民兵指導者、ウクライナ共産党ニコラエフ県委、同県ニコラエフ郡 (ru) 委、ロシア共産党ツァリーツィン県 (ru) 委、同県ツァリーツィン郡 (ru) 委の各書記とスタヴロポリ県労組会議議長、ロシア共産党中央委カフカース局 (en) 組織部部長を歴任。翌1921年からはモスクワ軍管区査察官と軍団軍事委員も務めた。
翌1922年から1923年までロシア共産党中央委会計部部長、同年から翌1924年3月10日まで会計・流通部副部長、同日から翌1925年7月8日まで組織・流通部副部長、同日から1928年9月6日まで情報部部長を務めた。第14回から第17回までの連邦党大会およびグルジア共産党第15回大会に出席。また、1925年からは党指導者ヨシフ・スターリンの補佐役や、『イズベスチヤ』紙副編集長でもあった。1928年から1930年まで連邦共産党イルクーツク管区 (ru) 委責任書記、同年12月から1932年まで同党カザク地方委第二書記、同時期には第三書記を務め、1931年から1935年まで連邦中央執行委メンバーでもあった。
1932年2月1日から7月7日までは合同国家政治保安部国境軍本部副主任および政治部部長に就き、7月10日からは内務人民委員部国境・国内保安本部副主任および政治部主任に就いた。1935年11月28日には軍団委員 (ru) に昇任している。しかし、1938年7月22日に内務人民委員部内の反革命組織に参加した容疑で逮捕され、1940年1月27日に連邦最高裁軍事参議会によって死刑を宣告され、翌28日に銃殺された。その後は新ドン墓地に葬られていたが、1955年5月に名誉回復がなされた。